# Городенский кремль
Городенский кремль — исторический деревянный кремль Городни на Волге, известной также под летописным названием Вертязин.

## Описание
Детинец Городни находился на правом берегу Волги на высоком (около 20 м) округлом холме, окружённом двумя оврагами. Его укрепления состояли из рва и вала, окружавших его с напольной стороны, и стоявшей на валу деревянной стены с башнями. Внутри крепости находились княжеский двор, каменная церковь Рождества Богородицы, амбары и житницы.

## История

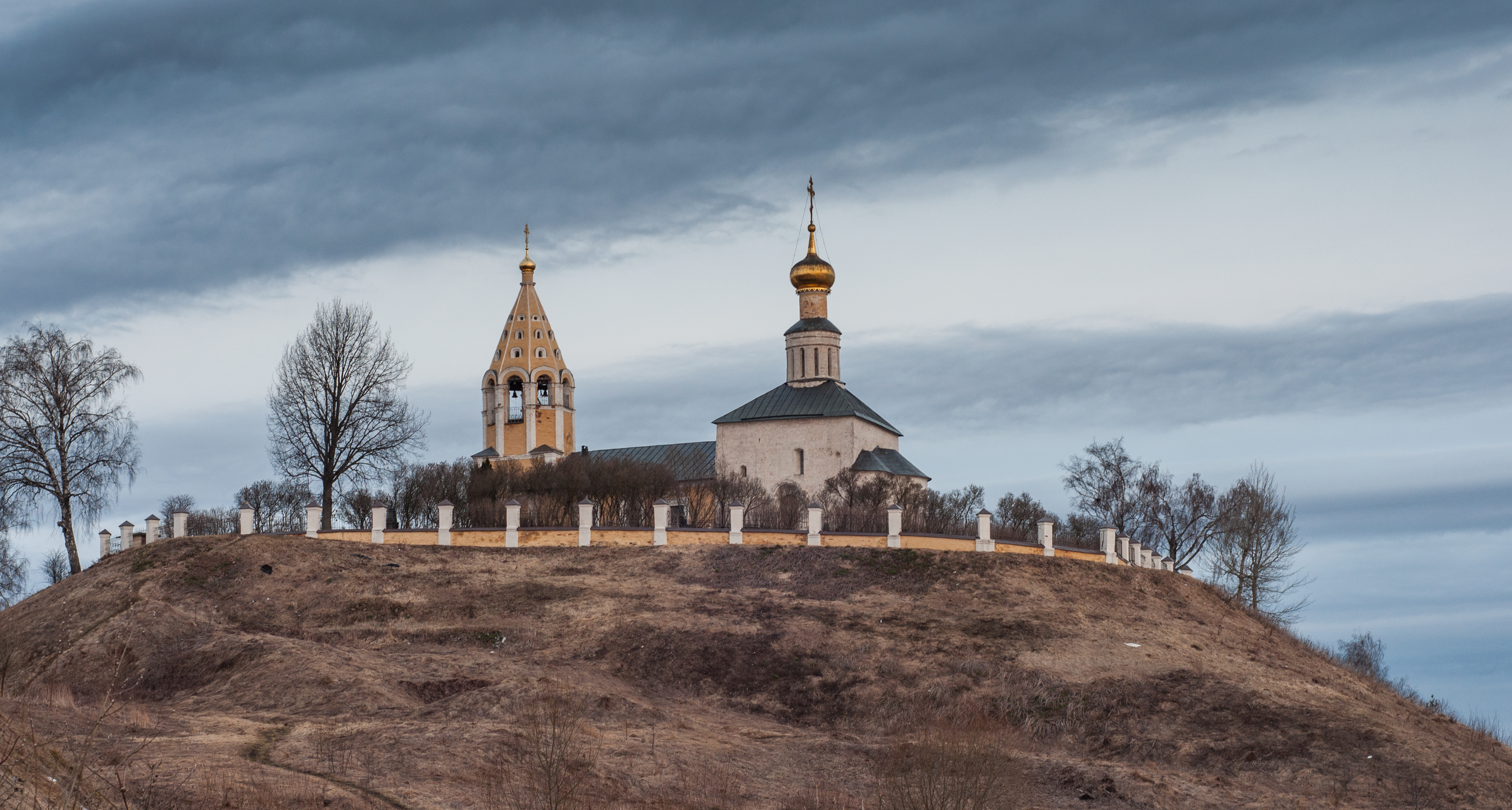
Церковь Рождества Богородицы в Городне

Первые летописные упоминания о Городке на Волге, Городене или Вертязине встречаются в XIV веке. Его укрепления были построены или капитально перестроены в 1390 году. В XIV и XV веках Городен был одной из крепостей-резиденций тверских князей на пограничье с Великим княжеством Московским. Его задачей была охрана бродов на Волге по Московской дороге. Церковь была построена, видимо, ещё в начале XIV века, но спустя столетие пострадала от пожара и по повелению великого тверского князя Бориса Александровича в 1412—1425 годах была отстроена заново на старом подклете. Сильный пожар 1412 года разрушил все постройки в кремле, но уже в 1413 году укрепления были восстановлены благодаря привлечению горододельцев из Твери и Кашина.
В течение XVII века укрепления Городни согласно разным источникам пришли в негодность. На сегодняшний день от земляных укреплений Городни сохранились лишь незначительные остатки. Рождественская церковь в XVIII веке была перестроена. Было изменено её завершение, добавлены трапезная и колокольня.